# Locomotive Meyer

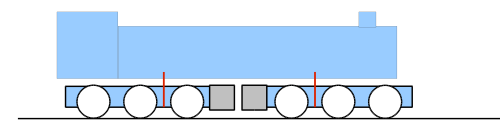
Principe d'une Meyer 030+030

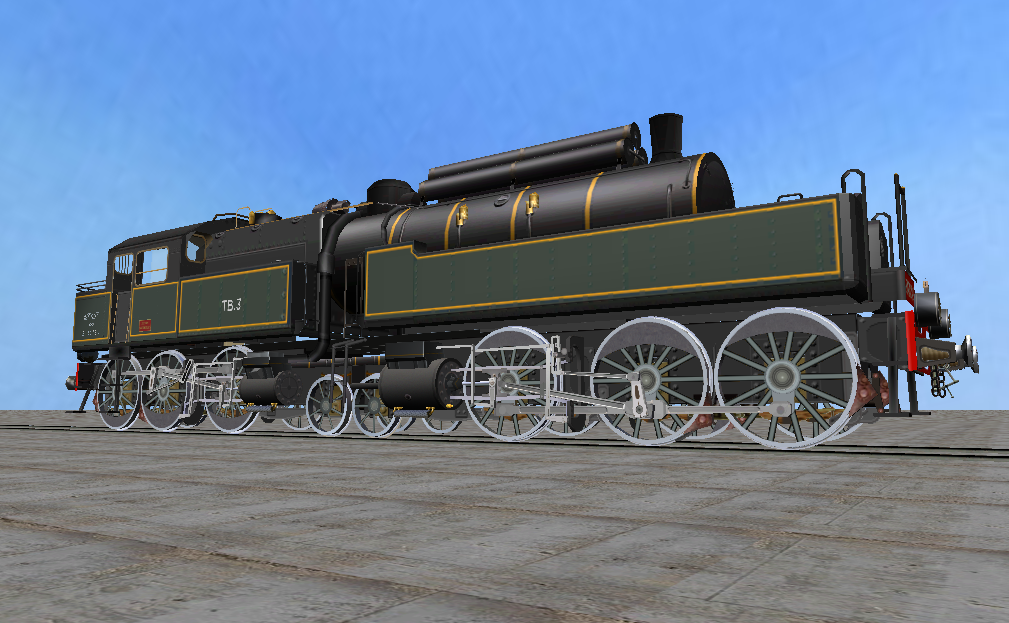
Locomotive 031+130 du Bousquet

Une locomotive Meyer est un type de locomotive articulée dont le principe a été inventé par l'ingénieur français Jean-Jacques Meyer.
C'est en 1861 que le premier brevet décrivant le principe est déposé. 
Le dispositif Meyer comportait :
- un châssis unique rigide supportant cabine, et corps cylindrique ;
- deux châssis mobiles comme des bogies constitués chacun d'un moteur à vapeur entraînant un groupe de roues motrices et comportant éventuellement des roues porteuses.

La première locomotive de ce type construite par les entreprises Cail en 1868 était une 020+020 tender et se nommait "L'Avenir".
Une deuxième serie de deux machines de type 030+030 sera livrée aux chemins de fer de l'Hérault par Fives-Lille.
Mais l'exemple le plus significatif de mise en œuvre de ce système était la série des locomotives tender "marchandises" 031+130 et Ceinture, étudiées par Gaston Du Bousquet, construites selon le système "Kitson-Meyer". Des machines similaires seront construites pour l'Espagne et pour la Chine.
Aujourd'hui, le système Meyer est perpétué en Allemagne, avec les locomotives de la firme Hartmann qui circulent sur le réseau à voie étroite de Leipzig.